# 전북체육고등학교
전북체육고등학교(全北體育高等學校)는 대한민국 전북특별자치도 완주군 소양면 해월리에 있는 공립 고등학교이다.

## 학교 연혁
- 1972년 11월 24일 : 전북체육고 설립
- 1973년 3월 1일 : 초대 이기형 교장 취임
- 1976년 3월 4일 : 전북체육고등학교 개교(6학급 인가)
- 2003년 4월 : 신축교사 착공(완주 소양면 소재 부지 21,211평 연건축면적 5,906평)
- 2005년 3월 5일 : 현 위치로 학교 이전(9학급 인가)
- 2007년 3월 5일 : 전북체육중학교 재 개교(6학급 인가)
- 2019년 2월 1일 : 고등학교 제41회(72명, 총 3,031명 졸업)
- 2023년 3월 1일 : 제17대 김쌍동 교장 부임

## 설치 학과
- 체육과

## 참고 자료
- 전북체육고등학교 - 한국교육학술정보원 학교알리미